# Calyptrochaeta haitensis
Calyptrochaeta haitensis är en bladmossart som beskrevs av Marshall Robert Crosby 1974. Calyptrochaeta haitensis ingår i släktet Calyptrochaeta och familjen Hookeriaceae. Inga underarter finns listade i Catalogue of Life.